# Juan Francisco
Juan Ramon Francisco Gonzalez (né le 24 juin 1987 à Bonao, Monseñor Nouel, République dominicaine) est un joueur de premier but et de troisième but de baseball qui joue en 2015 pour les Yomiuri Giants de la Ligue centrale du Japon. Il évolue dans la Ligue majeure de baseball de 2009 à 2014.

## Carrière

### Reds de Cincinnati
Juan Francisco signe un contrat avec les Reds de Cincinnati en 2004.
Il fait sa première apparition dans un match des Ligues majeures le 14 septembre 2009 à Cincinnati dans une partie contre les Astros de Houston. Son premier coup sûr dans les majeures est un circuit réussi comme frappeur suppléant contre Leo Núñez des Marlins de la Floride le 18 septembre. De sa première présence à la fin de la saison, Francisco réussit neuf coups sûrs en 21 pour les Reds, bon pour une moyenne au bâton de ,429, avec sept points produits.
En 2010, il s'aligne avec les Bats de Louisville, club-école des Reds dans la Ligue internationale, et fait quelques apparitions dans les majeures avec le grand club comme frappeur suppléant ou substitut au joueur de troisième but Scott Rolen. Il joue 31 parties pour Cincinnati en 2011, frappant 3 circuits et produisant 15 points.

### Braves d'Atlanta

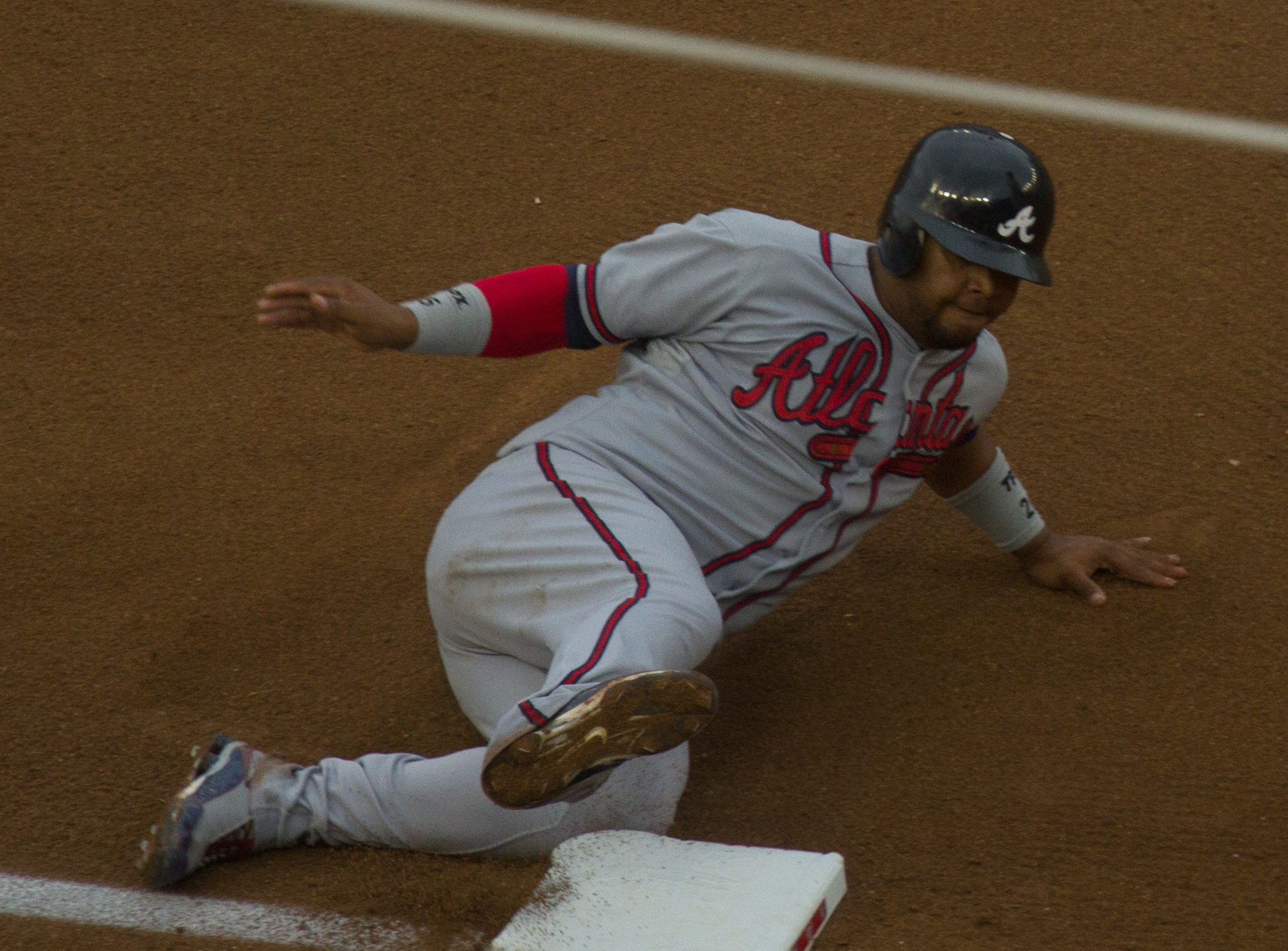
Juan Francisco en 2012 avec les Braves d'Atlanta.

Le 1er avril 2012, Francisco est échangé aux Braves d'Atlanta contre le lanceur des ligues mineures J. J. Hoover. Il claque 9 circuits et produit 32 points pour aller avec une moyenne au bâton de ,234 mais un faible pourcentage de présence sur les buts de ,278 en 93 parties pour Atlanta en 2012.
Réserviste des Braves en 2013, il réussit 5 circuits et produit 16 points en 35 parties.

### Brewers de Milwaukee
Le 3 juin 2013, Atlanta cède Francisco aux Brewers de Milwaukee en échange de Thomas Keeling, un lanceur gaucher des ligues mineures. Les Brewers utilisent Francisco principalement comme joueur de premier but.
Il maintient une moyenne au bâton de ,221 avec 13 circuits et 32 points produits en 89 matchs joués pour Milwaukee. Il complète donc sa saison 2013 avec 18 longues balles, 48 points produits, une moyenne au bâton de ,227 et une moyenne de puissance de ,422 en 124 matchs joués au total pour les Braves et les Brewers.
En 2014, il est au camp d'entraînement des Brewers mais est retranché par le club à quelques jours du début de la saison.

### Blue Jays de Toronto
Francisco rejoint les Blue Jays de Toronto le 2 avril 2014. Il frappe 16 circuits et produit 43 points en 106 matchs joués pour Toronto en 2014.

### Japon
Francisco rejoint les Yomiuri Giants de la Ligue centrale du Japon en 2015.